# Jonas Thor Olsen
Jonas Thor Olsen (* 3. Januar 1978 in Nuuk) ist ein ehemaliger dänischer Skilangläufer.

## Werdegang
Thor Olsen nahm von 1998 bis 2014 an Wettbewerben der Fédération Internationale de Ski teil. Sein erstes Weltcuprennen lief er im Oktober 2003 in Düsseldorf, welches er mit dem 74. Rang im Sprint beendete. Bei den Nordischen Skiweltmeisterschaften 2003 im Val di Fiemme belegte er den 58. Platz im 30-km-Massenstartrennen und den 16. Rang mit der Staffel. Den 77. Platz über 15 km Freistil und den 51. Platz im 50-km-Massenstartrennen erreichte bei den Nordischen Skiweltmeisterschaften 2005 in Oberstdorf. Sein bisher bestes Weltcupeinzelergebnis holte er im März 2007 in Oslo mit dem 44. Platz über 50 km klassisch. Bei den Nordischen Skiweltmeisterschaften 2007 in Sapporo kam er auf den 69. Platz über 15 km Freistil. Die Tour de Ski 2007/08 und 2008/09 beendete er auf dem 59. und dem 53. Platz in der Gesamtwertung. Seine beste Platzierung bei den Nordischen Skiweltmeisterschaften 2009 in Liberec war der 48. Rang im 50-km-Massenstartrennen. Bei seiner bisher einzigen Olympiateilnahme 2010 belegte er den 76. Platz über 15 km Freistil und den 48. Platz im 50-km-Massenstartrennen. Bei den Nordischen Skiweltmeisterschaften 2011 in Oslo errang er den 78. Platz über 15 km Freistil und den 69. Platz im 50-km-Massenstartrennen.

## Weltcup-Statistik
Die Tabelle zeigt die erreichten Platzierungen im Einzelnen.
- 1.–3. Platz: Anzahl der Podiumsplatzierungen
- Top 10: Anzahl der Platzierungen unter den ersten zehn
- Punkteränge: Anzahl der Platzierungen innerhalb der Punkteränge
- Starts: Anzahl gelaufener Rennen in der jeweiligen Disziplin
- Hinweis: Bei den Distanzrennen erfolgt die Einordnung gemäß FIS.

| Platzierung         | Distanzrennen a | Distanzrennen a | Distanzrennen a | Distanzrennen a | Distanzrennen a | Skiathlon Verfolgung | Sprint | Etappen- rennen b | Gesamt | Team c | Team c  |
| Platzierung         | ≤ 5 km          | ≤ 10 km         | ≤ 15 km         | ≤ 30 km         | > 30 km         | Skiathlon Verfolgung | Sprint | Etappen- rennen b | Gesamt | Sprint | Staffel |
| ------------------- | --------------- | --------------- | --------------- | --------------- | --------------- | -------------------- | ------ | ----------------- | ------ | ------ | ------- |
| 1. Platz            |                 |                 |                 |                 |                 |                      |        |                   |        |        |         |
| 2. Platz            |                 |                 |                 |                 |                 |                      |        |                   |        |        |         |
| 3. Platz            |                 |                 |                 |                 |                 |                      |        |                   |        |        |         |
| Top 10              |                 |                 |                 |                 |                 |                      |        |                   |        |        |         |
| Punkteränge         |                 |                 |                 |                 |                 |                      |        |                   |        | 1      |         |
| Starts              | 4               | 3               | 14              | 3               | 4               | 6                    | 10     | 2                 | 46     | 1      |         |
| Stand: Karriereende |                 |                 |                 |                 |                 |                      |        |                   |        |        |         |